# Maltagorea
Maltagorea is een geslacht van vlinders uit de familie nachtpauwogen (Saturniidae), onderfamilie Saturniinae. De wetenschappelijke naam is voor het eerst geldig gepubliceerd in 1993 door Thierry Bouyer.
Maltagorea komt enkel voor in Madagaskar. Bouyer richtte het geslacht op na studie van het geslacht Tagoropsis sensu Bouvier (1936). De Malagassische soorten bleken zodanig te verschillen van die van het Afrikaanse continent dat ze als een afzonderlijk geslacht konden beschouwd worden waarvoor hij de naam Maltagorea koos. Het belangrijkste onderscheid waren de labiale palpen die bij Tagoropsis uit twee en bij Maltagorea uit drie segmentjes bestaan.

## Soorten
Bouyer bracht volgende soorten onder in dit nieuwe geslacht:
- Maltagorea andriai (Griveaud, 1961), oorspronkelijk: Tagoropsis andriai
- Maltagorea ankaratra (Viette, 1954), oorspronkelijk: Tagoropsis ankaratra
- Maltagorea auricolor (Mabille, 1879), oorspronkelijk: Saturnia (Bunaea) auricolor
- Maltagorea cincta (Mabille, 1879), oorspronkelijk: Perisomena cincta
- Maltagorea dentata (Griveaud, 1961), oorspronkelijk: Tagoropsis dentata
- Maltagorea fusicolor (Mabille, 1879), oorspronkelijk: Saturnia (Bunaea) fusicolor[1]
- Maltagorea lupina (Rothschild, 1907), oorspronkelijk: Tagoropsis lupina (nu beschouwd als synoniem van Maltagorea dura)
- Maltagorea monsarrati (Griveaud, 1968), oorspronkelijk: Tagoropsis monsarrati
- Maltagorea ornata (Griveaud, 1961), oorspronkelijk: Tagoropsis ornata
- Maltagorea rostaingi (Griveaud, 1961), oorspronkelijk: Tagoropsis rostaingi
- Maltagorea rubriflava (Griveaud, 1961), oorspronkelijk: Tagoropsis rubriflava
- Maltagorea sogai (Griveaud, 1961), oorspronkelijk: Tagoropsis sogai
- Maltagorea vulpina (Butler, 1880), oorspronkelijk: Copaxa vulpina

Deze soorten zijn later bij het geslacht ingedeeld:
- Maltagorea altivola Basquin, 2013
- Maltagorea ambahona Basquin, 2013
- Maltagorea basquini Rougerie, 2003
- Maltagorea dubiefi Bouyer, 2006
- Maltagorea dura (Keferstein, 1870)
- Maltagorea griveaudi Bouyer, 1996
- Maltagorea mariae Basquin, 2013
- Maltagorea pseudomariae Basquin, 2013
- Maltagorea pseudovulpina Basquin & Rougerie, 2009